# De chair et d'os
Série La Vallée du Baztan
Le Gardien invisible
(2017) Une offrande à la tempête
(2020)
Pour plus de détails, voir Fiche technique et Distribution.
De chair et d'os (Legado en los huesos) est un film espagnol réalisé par Fernando González Molina, sorti en 2019. Il s'agit du deuxième volet de la trilogie de La Vallée du Baztan, suite du film Le Gardien invisible (2017) et ayant pour suite Une offrande à la tempête (2020).

## Synopsis
Un an s'est écoulé depuis qu'Amaia Salazar a résolu les crimes qui terrorisaient dans la vallée basque du Baztan.
Enceinte et bien décidée à laisser derrière elle ce qu'il s'est passé à Elizondo, la vie de l'inspectrice est à nouveau bouleversée par un événement inattendu : le suicide de plusieurs détenus qui laissent un seul mot écrit sur le mur de leur cellule, "Tartalo" (Cyclope dans la mythologie basque).
Les dangers qu'Amaia croyait avoir laissés derrière elle reviennent avec plus de force que jamais et l'inspectrice devra faire face à ce nouveau cas dans une enquête vertigineuse menacée par la présence de sa propre mère.

## Fiche technique
Sauf indication contraire, les informations mentionnées dans cette section peuvent être confirmées par la base de données cinématographiques IMDb,  présente dans la section « Liens externes ».
- Titre original : Legado en los huesos
- Titre français : De chair et d'os
- Réalisation : Fernando González Molina
- Scénario : Luiso Berdejo d'après le roman de Dolores Redondo
- Musique : Fernando Velázquez
- Photographie : Xavi Giménez
- Montage : Verónica Callón
- Production : Mercedes Gamero, Adrián Guerra, Peter Nadermann et Núria Valls
- Sociétés de production : Atresmedia Cine et Nostromo Pictures ; Arte, Nadcon Film et ZDF (coproductions)
- Société de distribution : DeAPlaneta
- Pays d'origine :  Espagne
- Genre : thriller policier
- Durée : 121 minutes
- Dates de sortie : 
  - Espagne : 5 décembre 2019 (Festival international du film de Catalogne)[1]
  - France : 17 avril 2020 (Internet)

## Distribution
- Marta Etura (VFB : Maia Baran) : Amaia Salazar
- Carlos « Nene » Librado (es) (VFB : Michelangelo Marchese) : Jonan Etxaide
- Leonardo Sbaraglia (VFB : Franck Dacquin) : le juge Javier Markina
- Francesc Orella (VFB : Pascal Racan) : Fermín Montés
- Imanol Arias (VFB : Philippe Résimont) : le père Sarasola
- Benn Northover (en) (VFB : Sébastien Hébrant) : James Westford
- Itziar Aizpuru (VFB : Nicole Shirer) : la tante Engrasi
- Patricia López Arnaiz (VFB : Audrey d'Hulstère) : Rosaura Salazar
- Alicia Sánchez (es) (VFB : Monique Clémont) : Elena Ochoa
- Eduardo Rosa (VFB : Alexandre Crépet) : le sous-inspecteur Goñi
- Anjel Alkain (eu) (VFB : Alain Eloy) : le sous-inspecteur Iriarte
- Ana Wagener (VFB : Nathalie Hons) : Fina Hidalgo
- Pedro Casablanc (es) (VFB : Martin Spinhayer) : le commissaire général de Pampelune
- Paco Tous (VFB : Benoît van Dorslaer) : Dr San Martín
- Manolo Solo : Dr Basterra
- Elvira Mínguez (VFB : France Bastoen) : Flora Salazar
- Colin McFarlane : Aloisius Dupree
- Susi Sánchez (VFB : Rosalia Cuevas) : Rosario
- Miren Gaztañaga (eu) (VFB : Delphine Moriau) : Rosario, jeune

Version française dirigée par Rosalia Cuevas au studio VSI Paris - Chinkel (Belgique), d'après une adaptation des dialogues de Cathie Cariou. Informations prélevées du carton du doublage français.